# Deutsche Tischtennis-Meisterschaft 1985
Die 53. nationale Deutsche Tischtennis-Meisterschaft fand vom 8. bis 10. März 1985 in Saarbrücken in der Saarlandhalle statt.
Am erfolgreichsten schnitt Susanne Wenzel ab. Sowohl im Einzel als auch im Doppel mit Anke Olschewski verteidigte sie erneut den Vorjahrestitel. Zudem gewann sie zusammen mit Jürgen Rebel den Mixedwettbewerb (wie schon 1982). Georg Böhm wurde im Einzel zum dritten Mal Deutscher Meister (nach 1982 und 1983). Ralf Wosik/Cornel Borsos siegten im Doppel.
Auch Katja Nolten überzeugte mit drei Medaillengewinnen: Silber im Einzel und im Doppel mit Margit Freiberg, Bronze im Mixed mit Matthias Höring.
| Platz | Herreneinzel   | Dameneinzel       | Herrendoppel                       | Damendoppel                    | Mixed                              |
| ----- | -------------- | ----------------- | ---------------------------------- | ------------------------------ | ---------------------------------- |
| 1     | Georg Böhm     | Susanne Wenzel    | Ralf Wosik/Cornel Borsos           | Susanne Wenzel/Anke Olschewski | Jürgen Rebel/Susanne Wenzel        |
| 2     | Peter Stellwag | Katja Nolten      | Wilfried Lieck/Manfred Nieswand    | Katja Nolten/Margit Freiberg   | Wilfried Lieck/Monika Kneip-Stumpe |
| 3     | Jürgen Rebel   | Ilka Böhning      | Jörg Roßkopf/Steffen Fetzner       | Rosemarie Seidler/Irene Haase  | Matthias Höring/Katja Nolten       |
| 3     | Ralf Wosik     | Jutta von Diecken | Hans-Jürgen Fischer/Thomas Roßkopf | Ilka Böhning/Annette Mausolf   | Michael Krumtünger/Annette Mausolf |

In den Einzelwettbewerben wurden drei Gewinnsätze ausgespielt, in den Doppelwettbewerben dagegen nur zwei Gewinnsätze.

## Wissenswertes
- Im Vorjahr hatte Georg Böhm zusammen mit seinem Bruder Josef Böhm den Doppelwettbewerb gewonnen. Da Josef Böhm diesmal aus Studiengründen nicht antrat,[1] spielte Georg Böhm diesmal mit Peter Engel. Sie schieden bereits in der ersten Runde gegen Gerd-Stefan Weikert/Andreas Krämer aus.
- Der frühere schwedische Nationalspieler Ulf Thorsell durfte an der DM teilnehmen, da er seit mehr als drei Jahren ununterbrochen in der Bundesrepublik lebte und vom schwedischen Tischtennisverband die Freigabe erhielt.[1] Im Einzel unterlag er im Achtelfinale Ralf Wosik, im Doppel mit Peter Stellwag erreichte er das Viertelfinale, am Mixed nahm er nicht teil.
- Mit 14 Jahren war Katja Nolten die bis dahin jüngste Finalteilnehmerin.[2]
- Mit 39 Jahren war Wilfried Lieck der älteste Teilnehmer. Er stand im Doppel und im Mixed im Endspiel.
- Kirsten Krüger sagte wegen einer Krankheit ab.
- Als am letzten Tag die Endspiele ausgetragen wurden, verfolgten 2.000 Zuschauer das Geschehen. Dies wurde als enttäuschend gewertet.